# De sneeuwpop
De sneeuwpop is een sprookje van Hans Christian Andersen, het verscheen in 1861.

## Het verhaal
De sneeuwpop heeft brokken dakpan als ogen en een mond van een oude hark. Geboren onder het hoerageroep van jongens hoorde hij de klank van bellen en zweepgeklap van sleden. De zon gaat onder en de volle maan komt op. De sneeuwpop denkt dat het de zon is die het staren heeft afgeleerd. Hij wil beneden op het ijs glijden zoals de jongens, maar kan niet van zijn plek komen. De oude waakhond zegt dat de zon hem wel zal leren lopen. De voorgangers van de sneeuwpop zijn allemaal weg en ook deze sneeuwpop zal beneden in de gracht lopen. De waakhond loopt driemaal om zichzelf heen en kruipt in zijn huisje om te slapen. De volgende ochtend is er een dikke nevel en het begint te waaien. Als de zon opkomt, is de witte sneeuw als diamantpoeder. Een jong meisje ziet de sneeuwpop en lacht, ze loopt weg met haar vriend. 
De waakhond legt uit dat het verloofden zijn. Ze zijn familie van de baas. De hond vindt dat de sneeuwpop nog maar weinig weet, omdat hij van gisteren is. De hond vertelt over de tijd dat hij pup was. Toen hij groot werd, kreeg de huishoudster hem en hij kwam in de kelderverdieping. Hij had zijn eigen kussen voor de kachel. De hond kwam buiten, nadat hij de jonker gebeten had. De sneeuwpop kijkt de hele dag door het venster en er straalt licht uit de kachel. De nacht is lang en de sneeuwpop heeft schone gedachten. De volgende ochtend staan ijsbloemen op de ramen en de sneeuwpop kan de kachel niet zien. Hij heeft geen pret, alhoewel het prettig weer is voor een sneeuwpop. De sneeuwpop heeft kachelverlangen en dat is een lelijke ziekte. De hond heeft dit verlangen ook gehad. Het wordt warmer en de sneeuwpop klaagt niet. Op een dag valt hij om. 
Er steekt een bezemsteel in de lucht, hier hebben de jongens de sneeuwpop omheen gebouwd. De hond begrijpt dat dit brandhout het kachelverlangen in de sneeuwpop veroorzaakte, het spookte in hem. Op het kasteel zingen meisjes over bloemen, vogels en de lente en niemand denkt nog aan de sneeuwpop.